# Hyposmocoma rutilellum
Hyposmocoma rutilellum là một loài bướm đêm thuộc họ Cosmopterigidae. Đây là loài đặc hữu Kauai. 